# 尧尔灵山麓玛丽亚拉赫
尧尔灵山麓玛丽亚拉赫是奥地利下奥地利州克雷姆斯兰县的一个市镇。总面积36.44平方公里，总人口950人，人口密度26.1人/平方公里（2005年）。